# 2128
2128 (ММCXXVIII) е високосна година, започваща в четвъртък според григорианския календар. Тя е 2128-ата година от новата ера, сто двадесет и осмата от третото хилядолетие и деветата от 2120-те.